# Buffalo (Wirginia Zachodnia)
Buffalo – miasto w Stanach Zjednoczonych, w stanie Wirginia Zachodnia, w hrabstwie Putnam.